# Aegna
Aegna (en allemand : Wulf, en suédois : Ulfsö) est une île dans le golfe de Finlande en Estonie et un quartier de Kesklinn de Tallinn.

## Géographie
Aegna est située à 14 kilomètres au nord de Tallinn et environ 1,5 km au nord-ouest de Rohuneeme.
Elle constitue la frontière nord-est de la baie de Tallinn. 
La superficie de l’ile est de 2,94 km2, dont 70 % de forêts. 
L'île a 8 résidents permanents au 1er juin 2011 et 4681 en 2019.
Au nord-est de l'île se trouve une péninsule étroite qui se termine au cap Lemmikneem, la pointe nord de l'île s'appelle Eerikneem. Sur la côte ouest de l'île se trouve le cap Kurikneem, sur la côte sud se trouve le cap Talneem, où se trouve un embarcadère.
À une distance de 3,5 km à l’ouest de l’île se trouve une route maritime entre Tallinn et Helsinki.

## Population
| 2008 | 2010 | 2011 | 2012 | 2013 | 2014 | 2015 |
| ---- | ---- | ---- | ---- | ---- | ---- | ---- |
| 10   | 10   | 8    | 6    | 6    | 6    | 6    |

| 2016 | 2017 | 2018 | 2019 | 2020 | 2021 | 2022 |
| ---- | ---- | ---- | ---- | ---- | ---- | ---- |
| 6    | 12   | 16   | 15   | 16   | 15   | 21   |

## Transports
Le traversier Juku dessert l’île durant la période estivale avec l’aide de la ville de Tallinn. En 2010, la liaison est gérée par la compagnie « Kihnu veeted ».
L’été, la compagnie Tallinn-Cruises organise des visites guidées de l’île avec le bateau « Monica ».

## Galerie

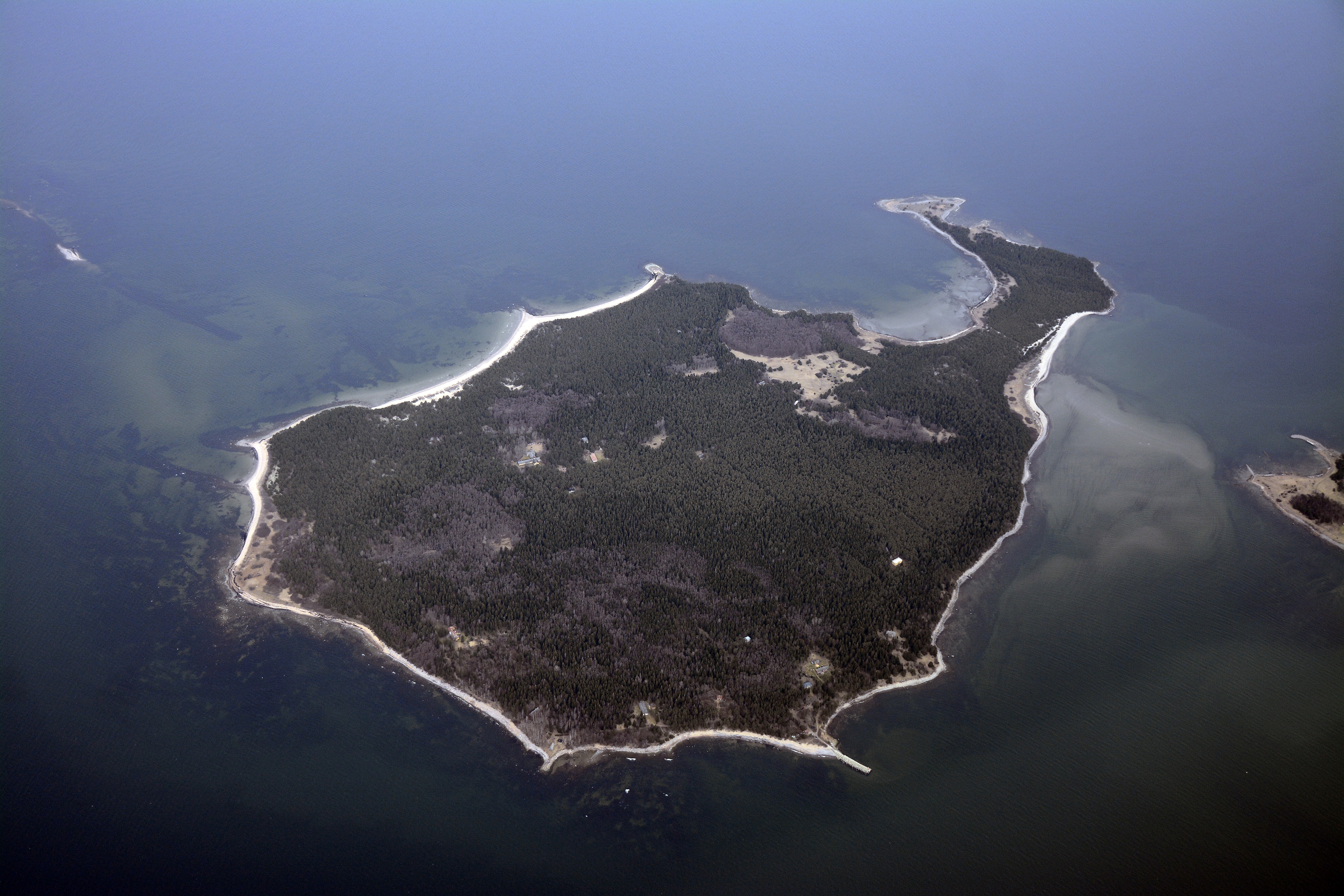
Vue aérienne d'Aegna.
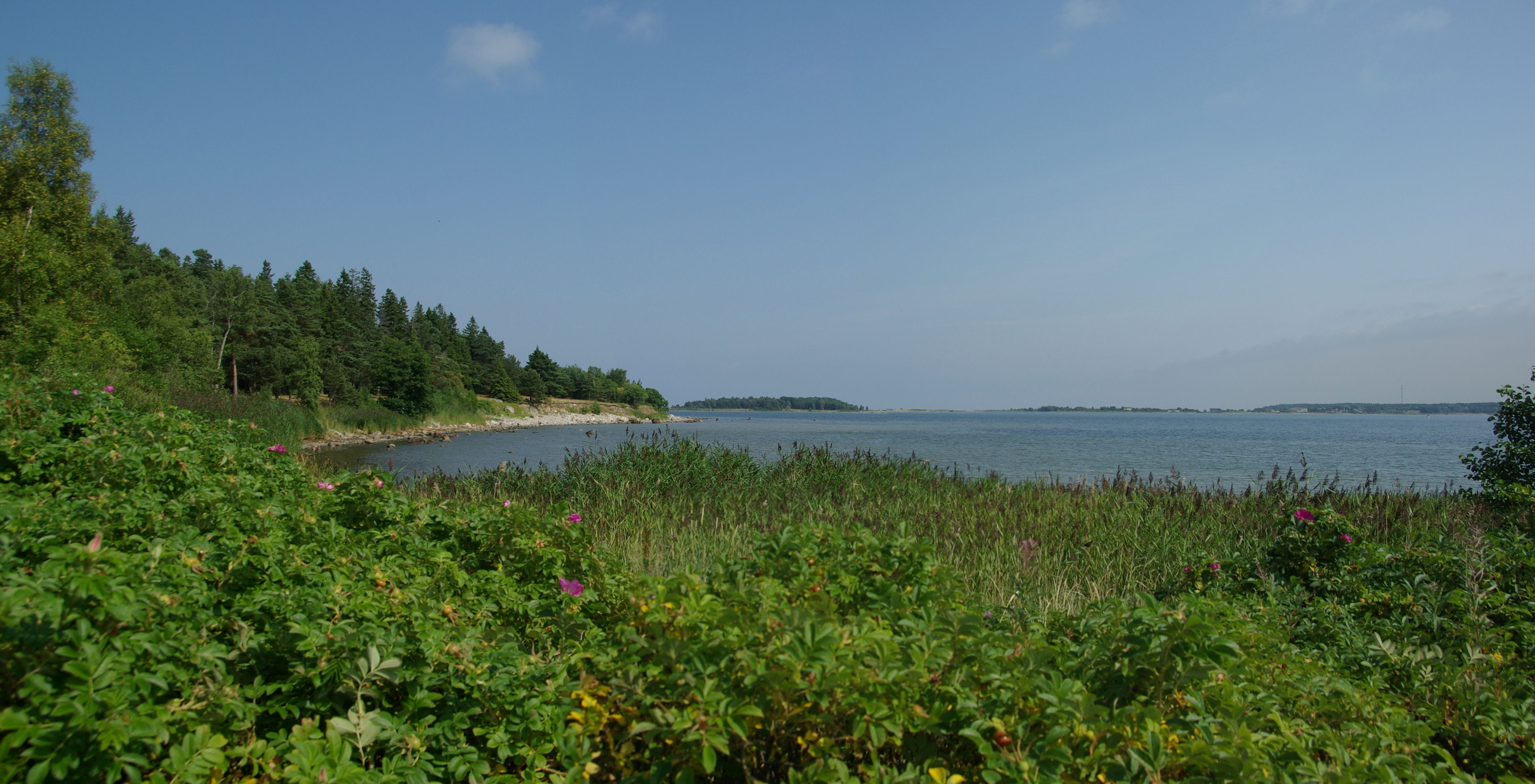
Karnapi neem.
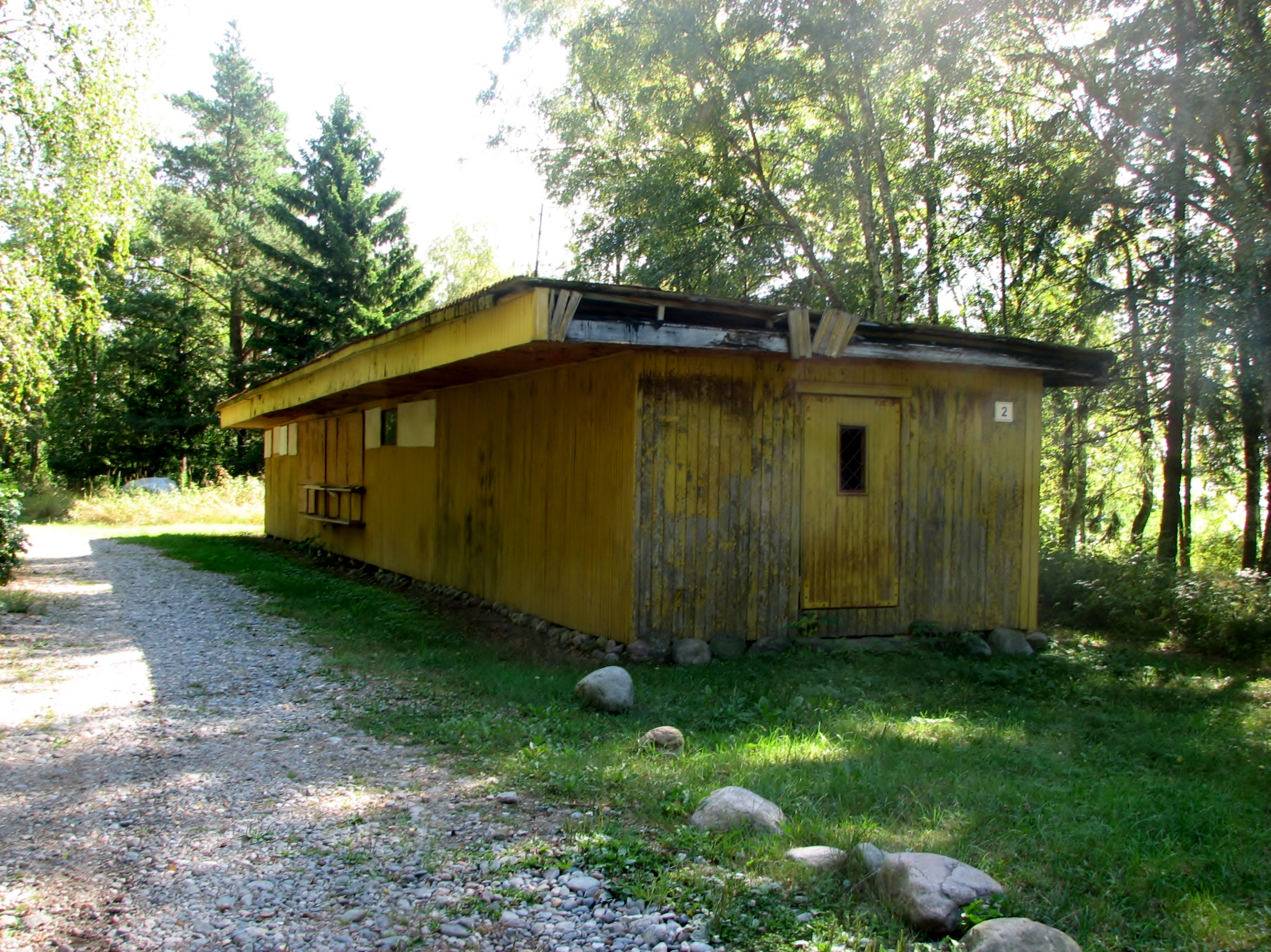
Ancien magasin.
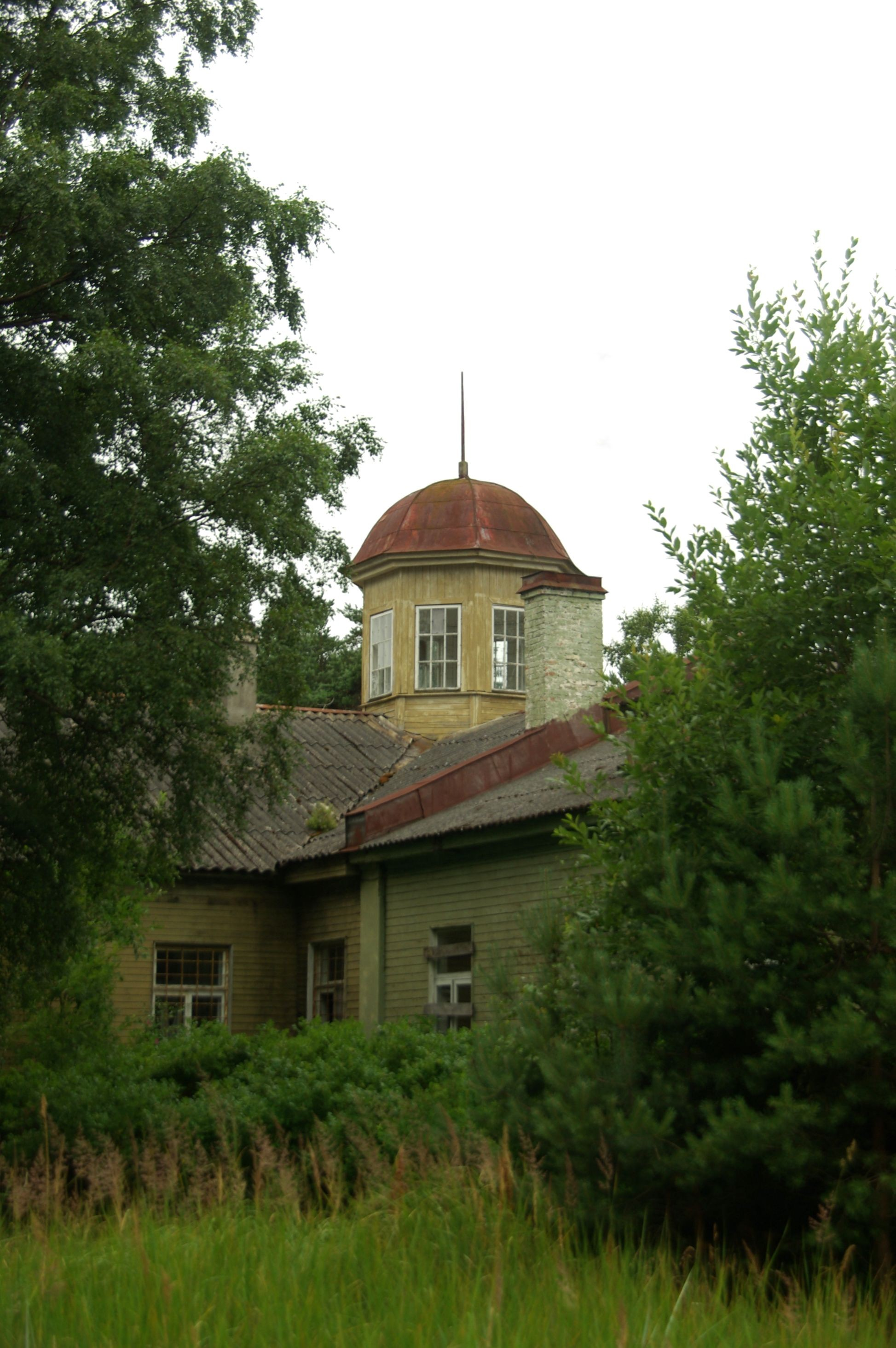
Salle à manger de la garnison.
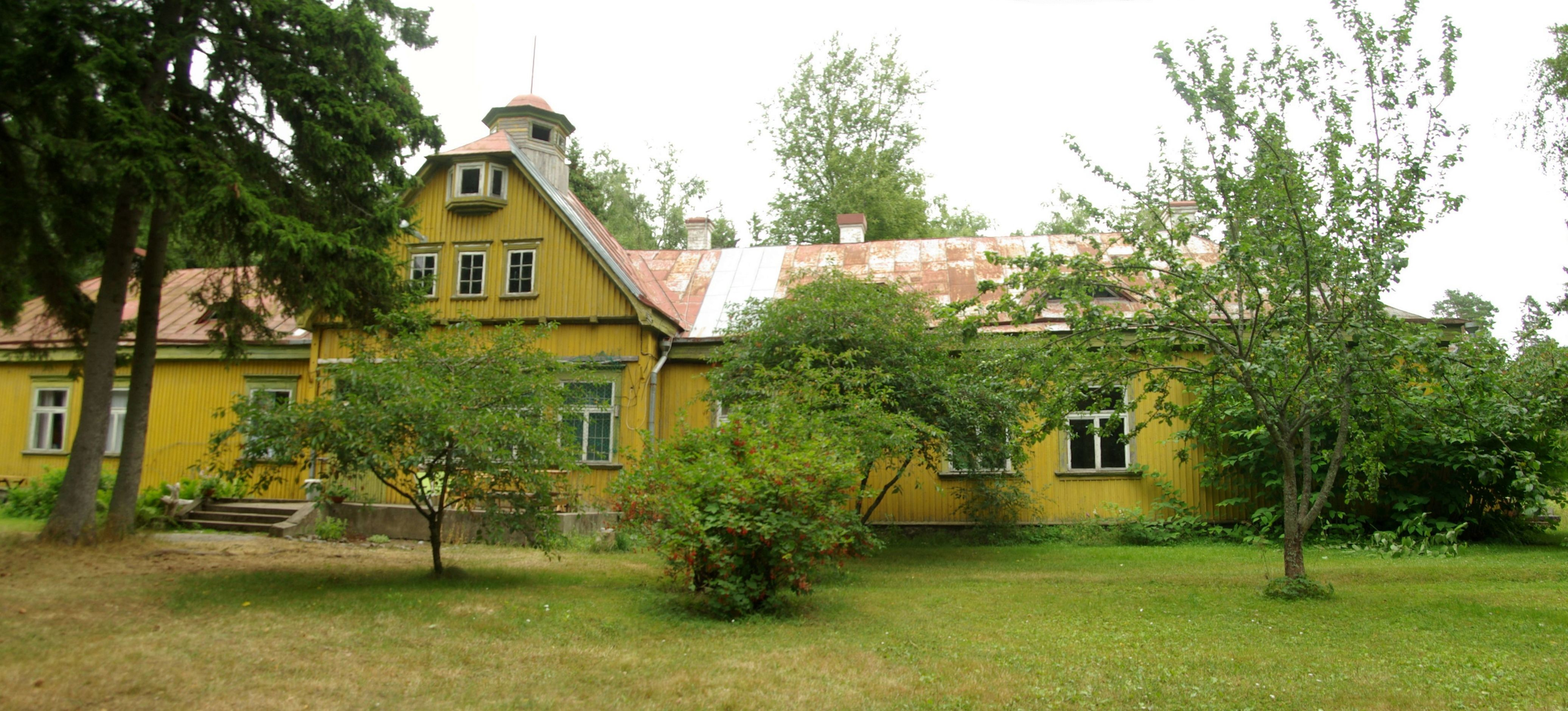
Casino des officiers de la garnison de la forteresse maritime de Pierre le Grand.
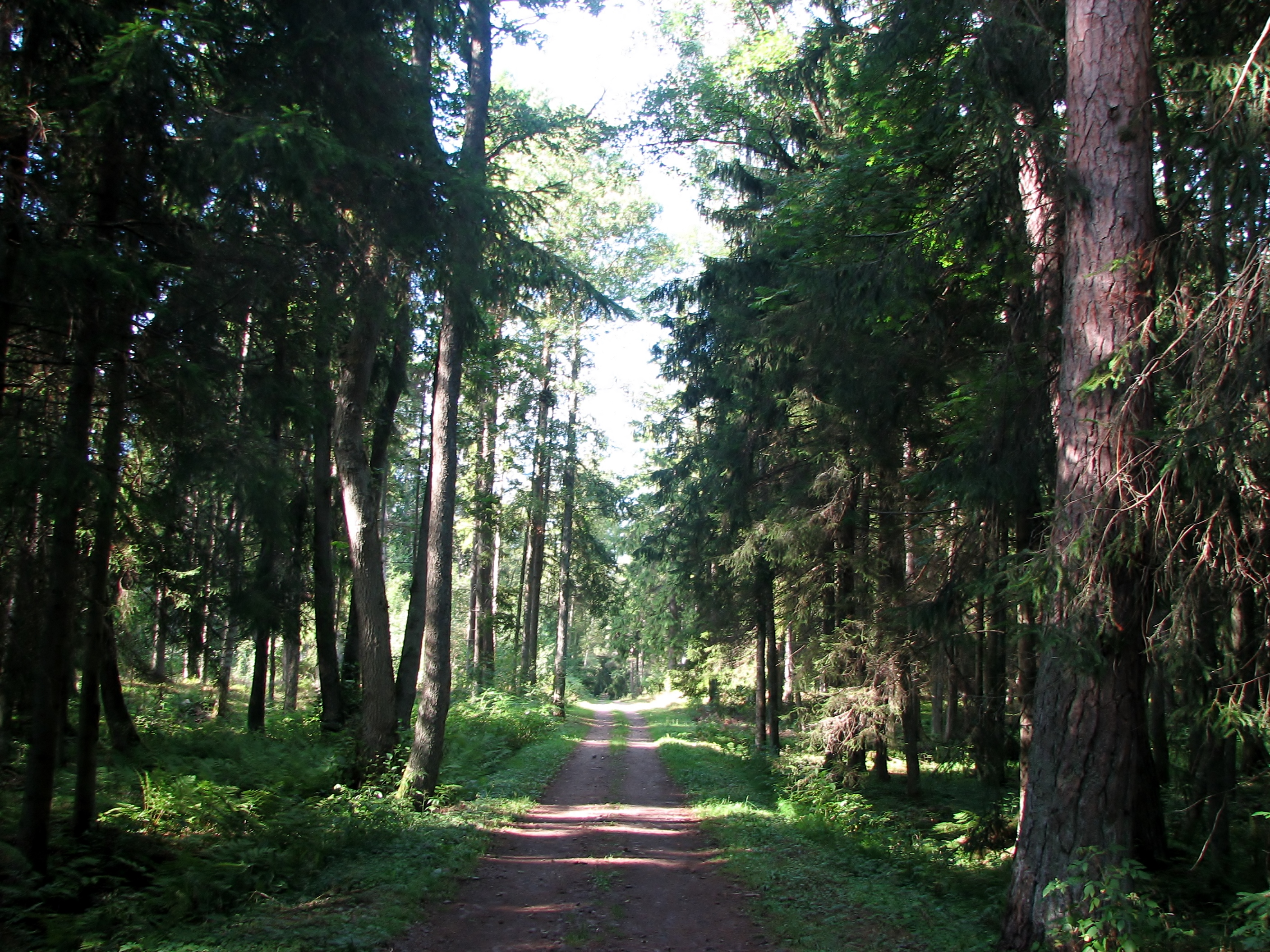
Tagamaa tee.
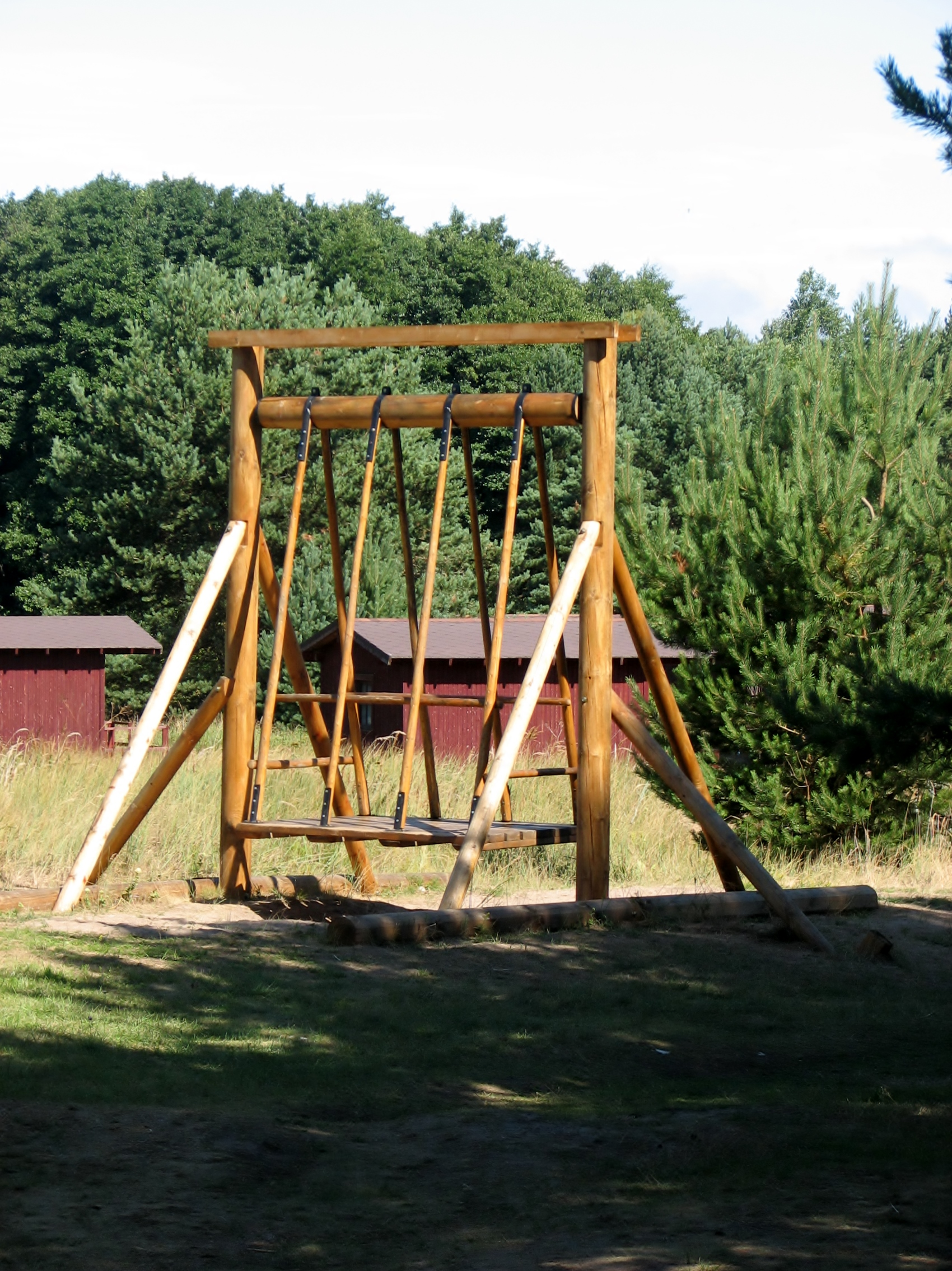
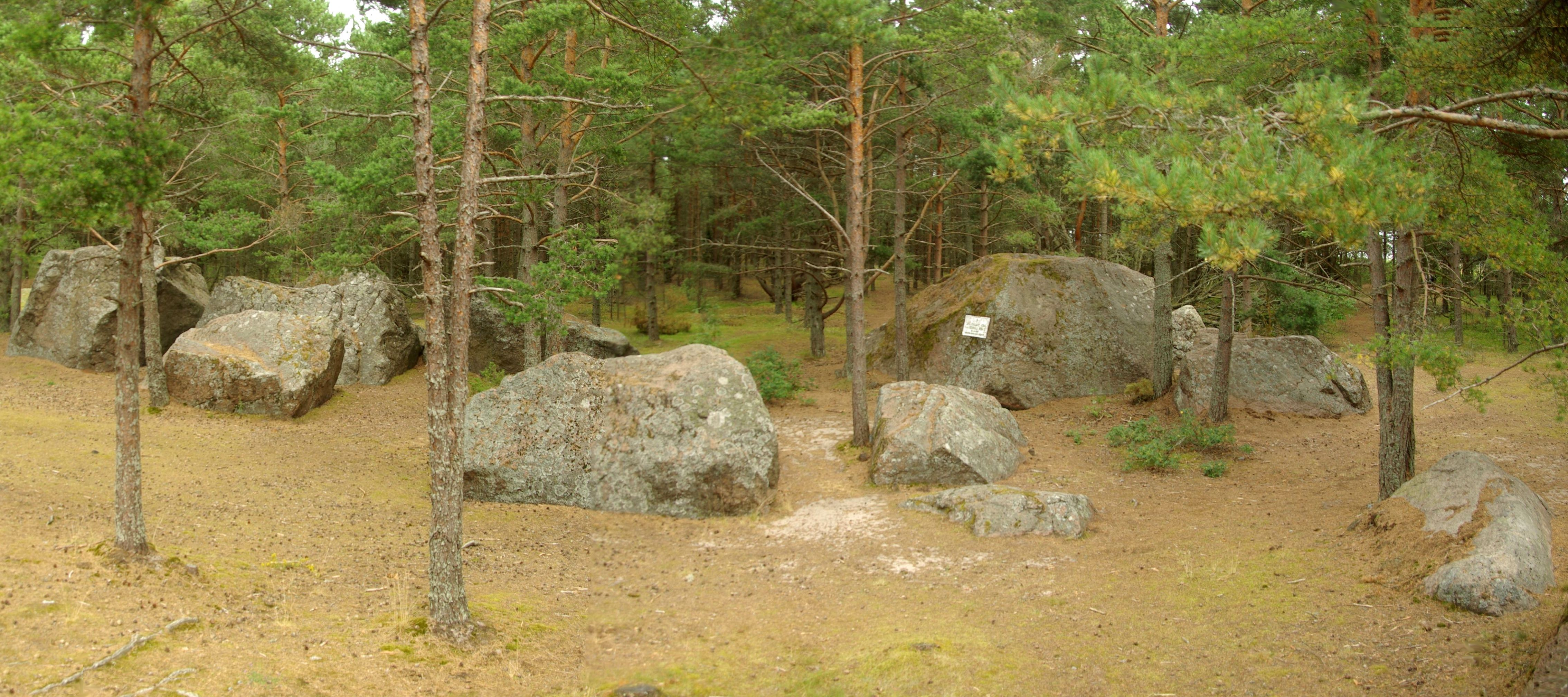
Rochers glaciaires à Lemmikneem.
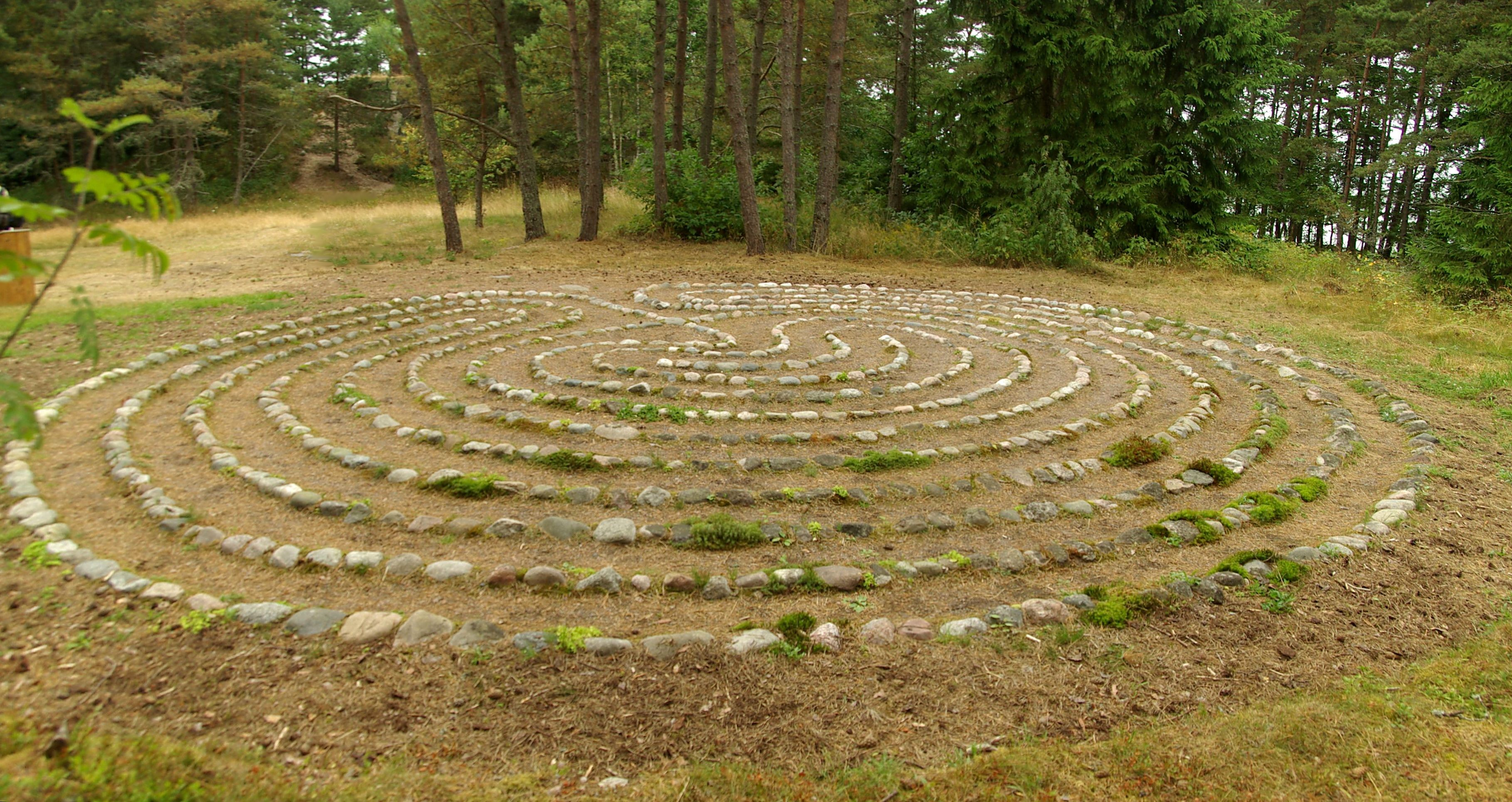
Labyrinthe de pierre
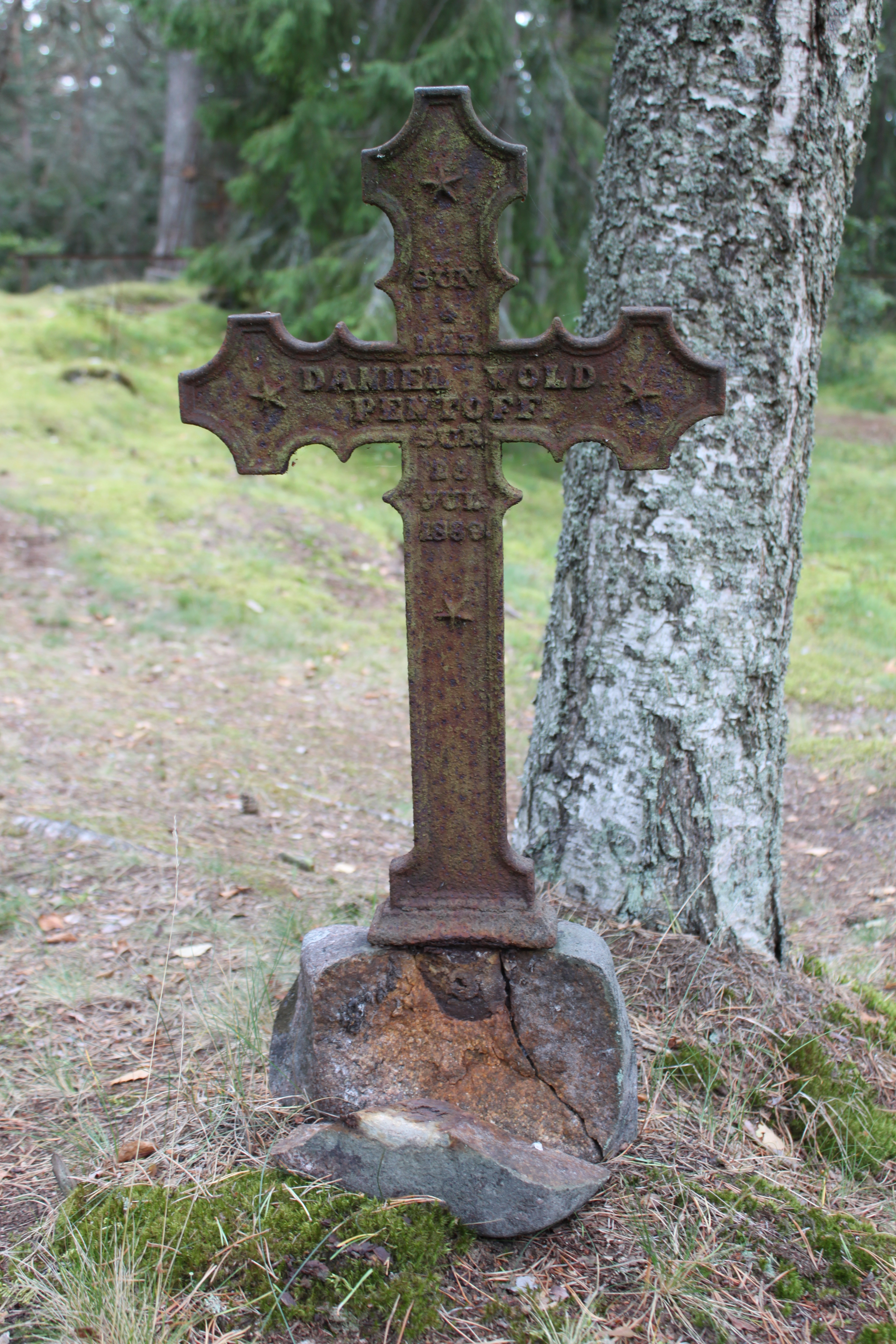
Croix au cimetière d'Aegna.